# 오스로에네
오스로에네(코이네 그리스어: Ὀσροηνή)는 상메소포타미아에 있던 옛 지방이자 국가이다. 수도 도시(오늘날 터키 샨르우르파)의 명칭에서도 비롯한 ‘에데사 왕국’(고대 시리아어: ܡܠܟܘܬܐ ܕܒܝܬ ܐܘܪܗܝ / ‘우르하이 왕국’)은 기원전 2세기부터 서기 3세기까지 존재했으며, 아브가르 왕조의 통치를 받았다. 일반적으로 파르티아인들과 동맹을 맺었던, 오스로에네 왕국은 기원전 132년부터 서기 214년까지 독립을 위해서 반 자치 상태를 누렸다. 아랍인적 기원을 둔 왕조의 지배를 받았음에도, 오스로에네의 인구는 그리스인들과 파르티아인들이 섞인 가운데, 주로 아람인들이었다. 그 밖에도, 문화적 배경은 파르티아의 영향이 강하면서도, 부분적으로는 아람적이었으며, 그럼에도 일부 아랍적 문화들이 확인되기도 하였다.
지배층인 아브가르 왕조는 로마 황제 카라칼라(재위: 211–217년) 재위 때인 214년 혹은 216년경에 로마 정부에 의해 폐위되었고, 오스로에네는 속주로 합병되었다가, 로마 황제 고르디아누스 3세 (재위: 238-244년) 치세 동안 잠시 재건되었다. 기독교가 일찍이 오스로에네에 전해졌다. 318년부터 오스로에네는 동로마의 동방 대관구의 일부였다. 5세기 무렵에, 에데사는 시리아어 문학과 학문의 주요 중심지가 되었다. 608년에, 사산 제국 황제 호스로 2세 (재위: 590–628년)가 오스로에네를 점령했다. 비잔티움이 잠시 되찾기도 했으나, 638년에 무슬림들의 정복전쟁 과정 중 아랍인들에게 넘어갔다.

## 배경과 상황

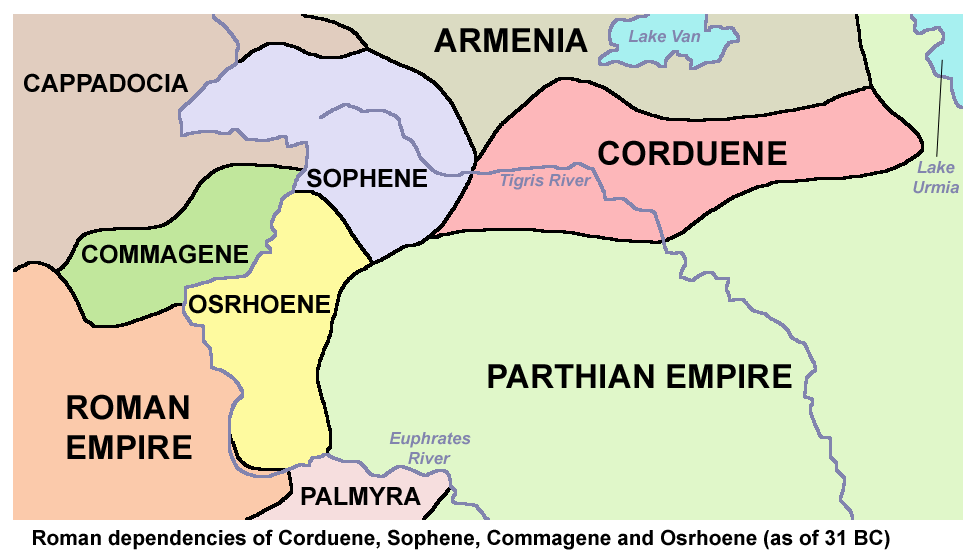
오스로에네를 포함한 로마의 속국들 (기원전 31년)

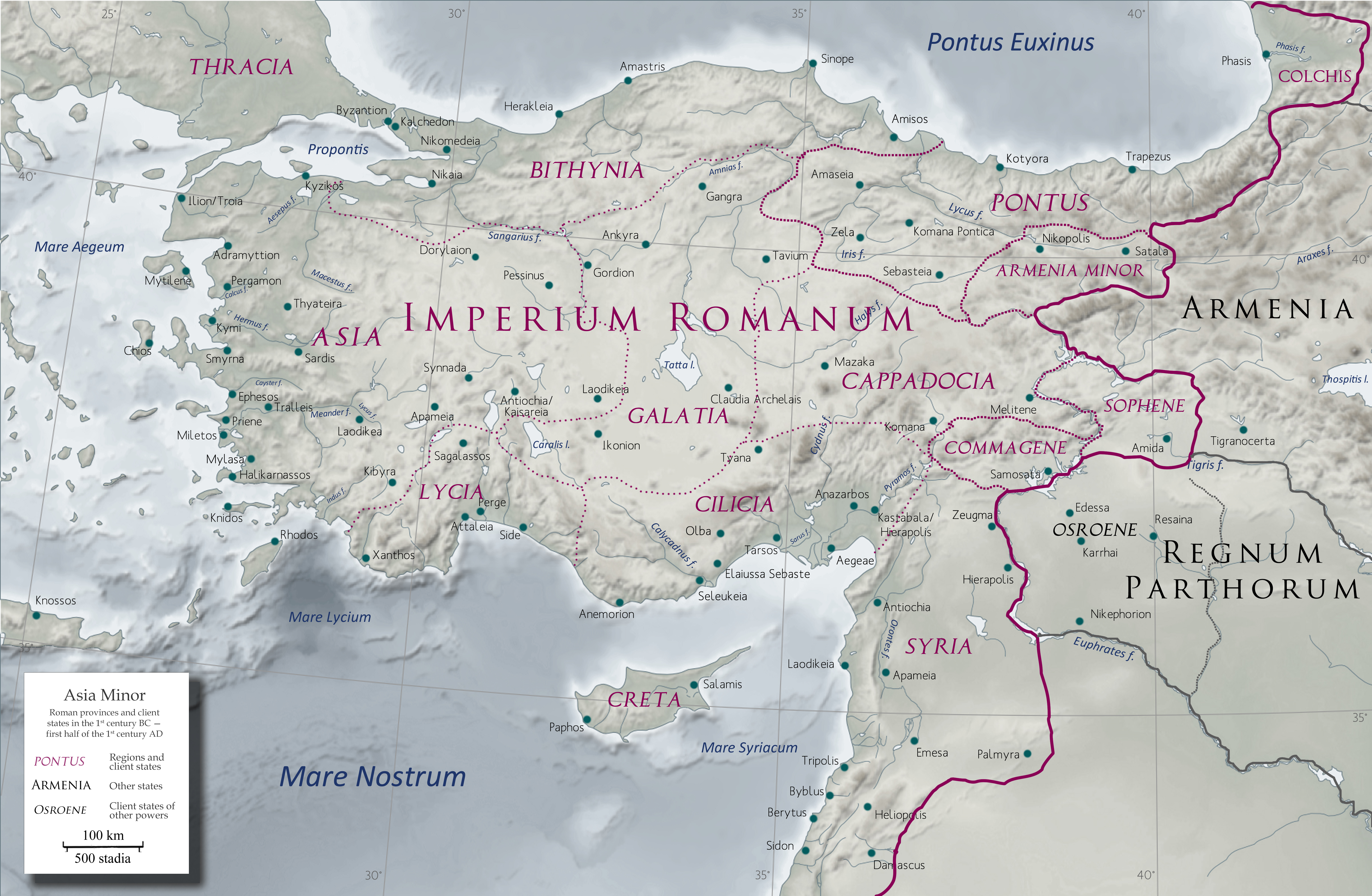
파르티아 제국의 종속국 상태로 있는 오스로에네 왕국이 있는 서기 1세기 초 아나톨리아 지도

서기 1세기 오스로에네 왕국 (파랑색 계열)과 그 주변 지역

오스로에네 또는 에데사는 기원전 136년부터 가나안 남부와 아라비아반도 북부에서 온 나바테아계 아랍 유목 부족인 오스르호에니(Osrhoeni)족이 셀레우코스 제국을 붕괴시키면서 독립을 얻어낸 몇몇 국가들 중 하나였다. 오스로에네의 명칭은 이 부족 이름이나 에데사의 원래 아람어 명칭인 오르하이(Orhay) 혹은 우르하이(Urhay)에서 유래했다. 아랍의 영향력은 이 지역 내에서 상당하였다.
오스로에네는 주화에 이따금씩 왕이라 불린 지도자들 24명을 겪으며, 네 번의 세기를 지내왔다. 오스로에네의 왕들 대부분은 ‘아브가르’ 혹은 ‘마누’라 불렸고 도심 중심지에서 거주했다.
오스로에네는 보통은 파르티아 제국과 동맹 관계였다. 파르티아 제국의 지배를 일시적으로 받은 후, 114년에 반자치를 누리는 종속국으로서 로마 제국에 흡수되었으며, 214년에 단순히 로마 속주로 합병되었다. 오스로에네가 기독교를 국교로 받아들인 최초의 국가라고 하는 미심쩍은 전설도 존재하나, 그 주장을 입증할 증거는 존재하지 않는다.

## 인구와 문화

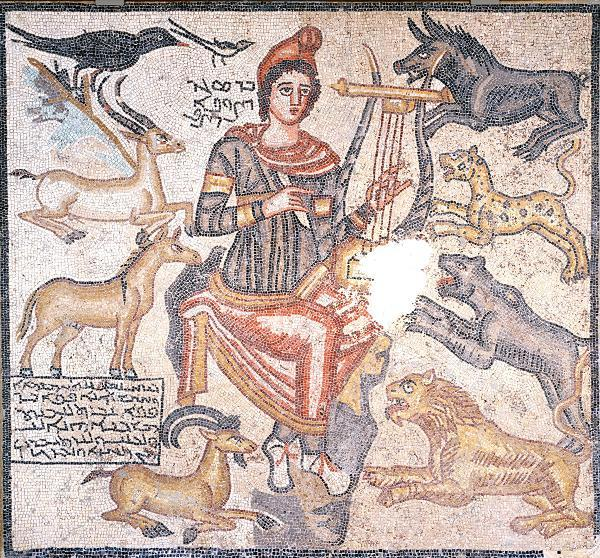
아람어로 된 비문이 있는 에데사의 옛 모자이크 (서기 2세기)

오스로에네 통치자들의 대부분은 아랍을 기원으로 한 아브가르 왕조 출신들이지만, 왕국의 인구는 그리스인과 파르티아인들이 뒤섞여 있는 가운데, 주로 아람인들이었다. 게다가, 아랍적 문화가 에데사에서 확인되기는 했지만 (모니모스와 아지조스 쌍둥이 형제), 오스로에네의 문화적 배경은 강한 파르티아적 영향력이 있음과 동시에 부분적으로는 아람적이었다. 따라서, 모리스 사르트르가 말하길 "이 지역의 유목 아랍적 문화를 거의 지니지 않았기에, 에데사를 아랍의 도시로만 여기는 것은 불합리하다"라고 하였다. 시간이 흘러, 로마 제국 내에서, 에데사는 시리아 기독교의 가장 중요한 중심지였다. 나바테아 왕조 치세에서, 오스로에네는 점차 시리아 기독교의 영향을 받게 되었고, 반 헬레니즘 반응의 중심지였다.
대 플리니우스는 그의 저서에서 오스로에네와 콤마게네 왕국의 주민들을 아랍인이라 했고 이들 지역들을 아라비아라고 하였다. 아브가르 2세는 플루타르코스에게 ‘아라비아의 필라르코스’라 불렸고, 아브가르 5세는 타키투스에게 ‘아라비아인들의 왕’이라 묘사되었다.
에데사의 고유명사는 여러 아라비아적 명칭들을 담고 있다. 에데사의 지배 가문 중에 가장 흔한 것은 ‘아브가르’로, 고대 아라비아 집단들에서 잘 확인된 명칭이다. 아브가르 왕조 출신 중 일부는 이란어 명칭들을 가지고 있으며, 반면에 다른 이들은 아랍어 명칭들이었다. 주더 시걸은 ‘-u’로 끝나는 이름들은 "의심의 여지없이 나바테아계"라고 언급한바 있다. 아브가르 왕조는 ‘아람어 형태의 언어’로 소통했다.

## 로마 사료에서
오스로에네 왕국의 영역은 로마의 오스르호에네 속주의 영역과 거의 일치했을 것이다. 유프라테스강의 대고리(The great loop)는 북쪽과 서쪽의 천연 장벽이었다. 남쪽에선 반자치를 누리던 안테무시아(Anthemusia)가 서기 115년에 로마에 합병될 때까지, 안테무시아의 수도인 바트나이(Batnae)가 있었다. 동쪽은 확실치 않은데, 1세기에 ‘니시비시스’나 아디아베네까지 뻗어 있었을 수 있다. 반면에 에데사에서 남쪽으로 겨우 40km 거리에 있는 하란은 항상 로마의 콜로니아라는 독립적인 지위를 유지하였다.
오스로에네의 수도였던 에데사는 상당히 강력한 요새이자 유프라테스강에서 가장 크고 가까운 기항지였다. 또한 도로 교착점이기도 했는데, 중국과 인도에서 서쪽으로 교역품들을 운송하는 캐러밴들이 따르던 고대 도로가 이곳에서 아르메니아 고지대와 안티오키아를 연결하던 남북도로와 교차하였다. 분명히, 에데사는 국제 무대에서 상당한 중요성을 띠었을 것이다.
기원전 64년에, 폼페이우스가 파르티아 제국과 전쟁을 할 때, 오스로헤네의 아브가르 2세는 루키우스 아프라니우스가 상메소포타미아를 점령했을 때 로마의 편을 들었다. 아브가르 2세는 기원전 63년에 마르쿠스 리키니우스 크라수스의 파르티아 원정 당시에 처음에는 로마의 동맹이었으나, 로마의 역사가들은 그가 크라수스를 강가를 따라 있는 안전한 경로에서 벗어나게 하고 대신에 개방되어 있는 사막으로 이끌며, 그곳에서 로마군이 불모지에서 고통받게 하고 기병 공격에 취약하게 하는 등 그를 배신을 했다고 주장한다. 아브가르는 파르티아의 장군 수레나스와 접촉하여 로마군의 움직임을 알려주었다고 한다. 악명 높은 카레 전투가 벌어져 로마군 전체가 궤멸하였다. 전투 바로 직전에, 아브가르는 달아날 구실을 만들어 달아났다고 한다. 그러나, 현대 역사가들은 아브가르가 고의로 로마군을 배신했는지에 대해서 의문을 제기했고 대신에 단순히 로마군을 옛 아랍 교역로로 이끌었을지 모른다고 한다. 시리아어로 된 문헌에 따르면, 아브가르는 1년 뒤에 사망했다고 한다.
서기 2세기 초에, 아브가르 7세는 트라야누스 황제의 메소포타미아 원정에 합류했고 자신의 궁전에서 그를 정성들여 맞이했다. 이후에 아브가르 7세는 로마에 반란을 일으켰지만, 이 반란은 로마의 장군 루시우스 퀴에투스가 116년에 에데사를 약탈하고 오스로에네의 독립을 끝나게 하였다. 하드리아누스 황제 시기인 123년에, 아브가르 왕조는 마누 7세의 옹립으로 복위되었고 VII, 오스로에네는 로마 제국의 위성국으로서 세워졌다. 마르쿠스 아우렐리우스 치세의 161-166년간 이어진 로마-파르티아 전쟁 이후, 요새들이 세워졌고 로마 주둔군이 니시비스 (현 누사이빈)에 배치되었다. 로마의 내전이 벌어지는 가운데 오스로에네는 페스켄니우스 니게르를 지지했었는데, 195년에 니게르의 경쟁 상대였던 셉티미우스 세베루스는 오스로에네에 공격을 가하여 새로운 속주로 합병해버리고, 니시비스를 속주 중심 도시로 삼았다. 그렇지만, 세베루스는 아브가르 11세가 에데사와 그 주변 작은 구역을 보유하는 걸 허용해주었다. 213년에, 아브가르 11세는 카라칼라에게 폐위되었고, 남아있던 영토도 오스로에네 속주로 흡수되었다.
(역사적 사실은 없지만) 몇 가지 전승을 따르면, 서기 201년 혹은 그보다 일찍 무렵인, 아브가르 대왕 치세에, 오스로에네는 최초의 기독교 국가가 되었다. 토마스의 복음서가 140년경 에데사에서 발생했다고 여겨진다. 주요한 초기 기독교 인물들이 이 지역에서 거주했고 태어났는데, 그 중에는 하디아브 (아디아베네)에서 에데사로 온 ‘아시리아인 타티아누스 같은 인물들이 있었다. 그는 로마로 여정을 떠나 172-173년 무렵에 에데사로 돌아왔다. 타티아누스는 디아테사론의 주필자였는데, 이 복음서는 시리아어권 기독교인들의 주요 경전이었다가 5세기에 랍불라와 테오도레토스 등의 주교들이 사용을 중지하고 옛 시리아어 정경 복음서들 개정판 (시리아 시나이 사본 및 큐레턴 복음서)으로 대체했다.
그 뒤, 에데사는 데키우스 때 다시 로마의 지배에 놓였고 사산 제국과의 전쟁에서 로마의 군사 작전의 중심지가 되었다. 아브가르의 후손으로 추정하는 아므루(Amru)가 293년의 사산조 제국의 내전에서 나르세스 1세의 승리를 기록하고 있는 파이쿨리 비문에서 왕으로 언급된다. 역사가들은 아므루를 라큼 왕조의 제4대 왕 아므루 이븐 아디(Amru ibn Adi)와 같은 인물로 보는데, 이 왕조는 당시에 하란을 기반으로 했고, 아직까지 남부 메소포타미아의 알히라흐로 이주하지 않았었다.
수세기가 흐른 뒤, 오스로에네의 유력 인사들인 다갈라이푸스(Dagalaiphus)와 세쿤디누스(Secundinus)가 4세기에 있었던 율리아누스 황제의 사산조 제국의 샤푸르 2세와의 전쟁에 참여했었다.

## 로마 속주

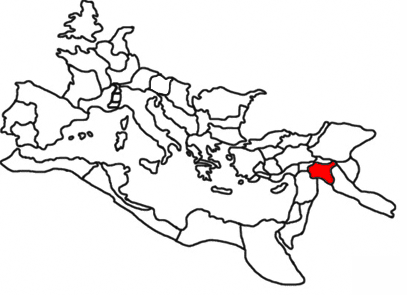
로마 제국 내에서 표시된 오스로에네 속주

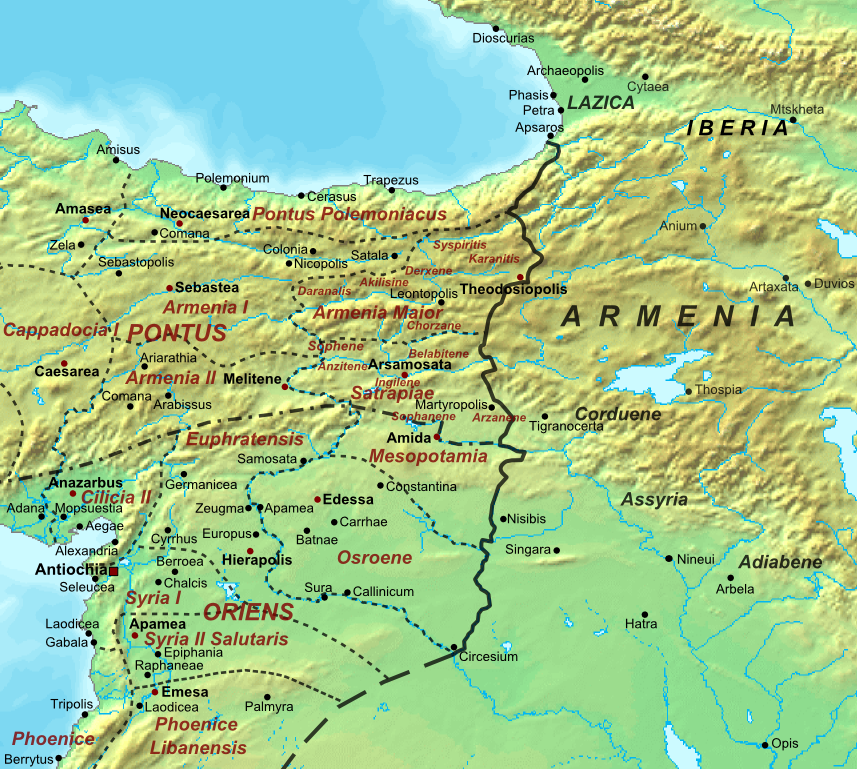
오스로에네를 포함한 5세기 동로마의 속주를 나타내는 지도

오스로에네의 독립은 224년경 끝났을 것이다. 카라칼라 치세 때 왕국을 통치하던 아브가르 왕조가 로마에 의해 폐위되었고 왕국은 속주(콜로니아)로서 합병되었다. 이곳은 로마와 반복적으로 전쟁을 하던 페르시아 제국과 가까이 놓인 국경 속주였고, 수차례 뺏기고 되찾고를 반복하였다. 오스로에네아 국경 지대에 있음에 따라, 군단이 배차되었다. 파르티카 제3군단과 군단의 카스트룸(주둔지)가 레사이나에 있었을 것으로 추정하지만, 확실치는 않다.
디오클레티아누스 황제(재위: 284-305년)의 사두 정치 개혁 이후, 동방 대관구 내 동명의 관구의 행정 체제의 일부였다.
4세기 말에 쓰인 노티티아 디그니타툼에 따르면, 프라이세스 계급의 총독의 통제를 받았고, 비르 일루스트리스 계급이었던 둑스 메소포타미아의 통제 구역이었는데, 그는 다음의 부대들을 지휘했다 (400년경):
- 기병대(Equites) Dalmatae Illyriciani, Ganaba에 주둔.
- 기병대(Equites) Promoti Illyriciani, 칼리니쿰에 주둔.
- 기병대(Equites) Mauri Illyriciani, 다바나에 주둔.
- 기병대(Equites) Promoti indigenae, Banasam에 주둔.
- 기병대(Equites) Promoti indigenae, Sina Iudaeorum에 주둔.
- 기병대(Equites) Sagittarii indigenae, Oraba에 주둔.
- 기병대(Equites) Sagittarii indigenae, Thillazamana에 주둔.
- 기병대(Equites) Sagittarii indigenae Medianenses, Mediana에 주둔.
- 기병대(Equites) Primi Osrhoeni, Rasin에 주둔.
- 관구 소속 군단 분대(Praefectus legionis quartae) Parthicae, 키르케시움에 주둔.
- (소속 불명의 부대, 파르티카 제3군단으로 추정), Apatna.

또한, '작은 역할'을 맡았던 부대, 보조병들로 추정하는 다음의 부대가 있었다:
- Ala Septima Valeria Praelectorum, Thillacama에 주둔.
- Ala Prima Victoriae, Tovia -contra Bintha에 주둔.
- Ala Secunda Paflagonum, Thillafica에 주둔.
- Ala Prima Parthorum, Resaia에 주둔.
- Ala Prima nova Diocletiana, inter Thannurin et Horobam에 주둔.
- Cohors Prima Gaetulorum, Thillaamana에 주둔.
- Cohors Prima Eufratensis, Maratha에 주둔.
- Ala Prima Salutaria, Duodecimo constituta에 주둔.

소조멘의 교회사(Ecclesiastical History)에 따르면, "과거에 번성했던 ‘오스로에네’에는 아주 박식했던 사람들이 일부 있었는데, 그 대표적으로 자신의 이름을 딴 이단 종파를 만든 바르다이산과 그의 아들 하르모니오스가 있었다. 이런 점은 하르모니오스가 그리스 학문에 정통했고, 그가 고안해낸 시격을 성가대에 전하는등으로 그의 모국어에 운율과 음악적 질서들을 정립한 것과 관련이 있다"고 하며 매우 성공한 이단 종판인 아리우스파가 이곳에선 저항에 부딪쳤다고 한다.

## 통치자

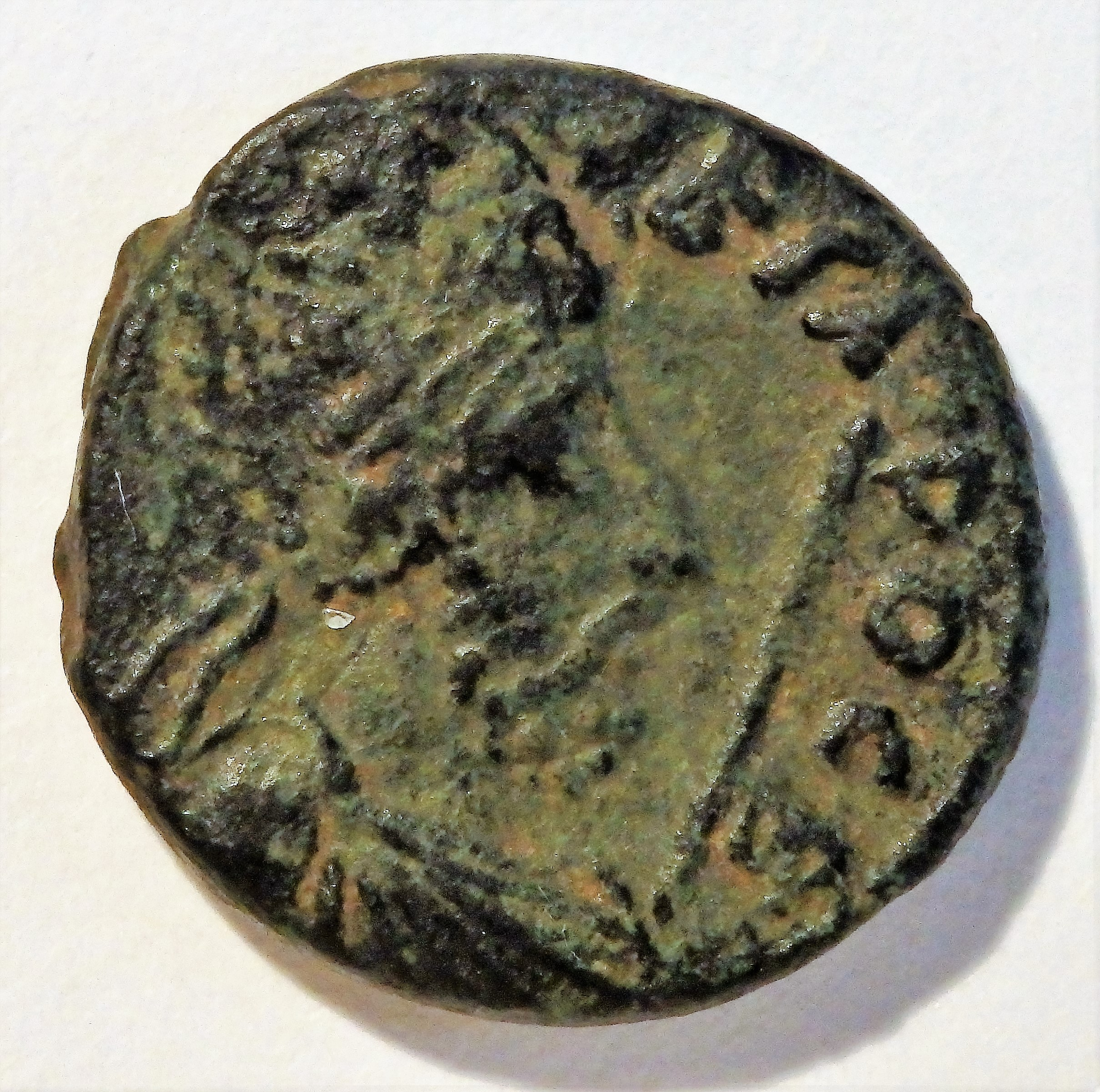
셉티미우스 세베루스 치세(193-211년) 기간 오스로에네를 다스린 아브가르 왕의 주화

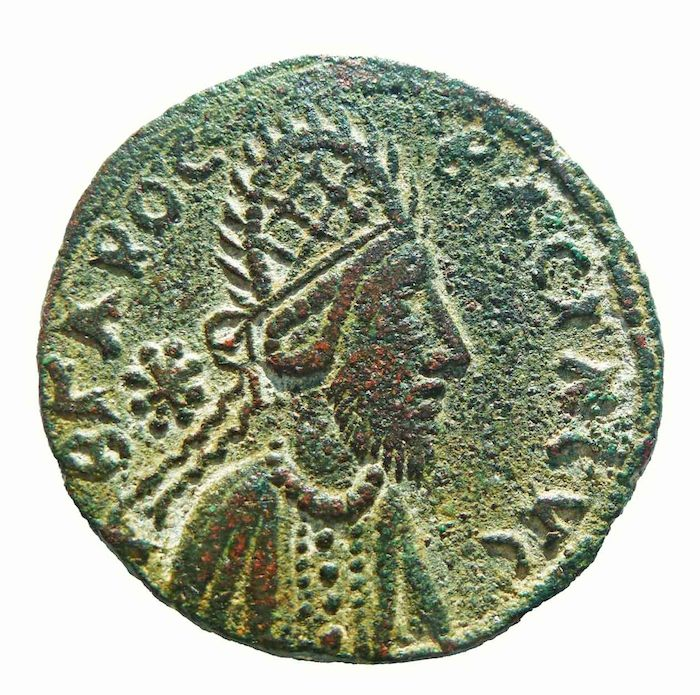
고르디아누스 3세 치세(238-244년) 기간 오스로에네를 다스렸던 아브가르 왕의 주화

- 아르유(Aryu, 기원전 132–127년)
- 압두 바르 마즈우르(Abdu bar Maz'ur, 기원전 127–120년)
- 프라다슈트 바르 게바르우(Fradhasht bar Gebar'u, 기원전 120–115년)
- 바크루 1세 바르 프라다슈트(Bakru I bar Fradhasht, 기원전 115–112년)
- 바크루 2세 바르 바크루(Bakru II bar Bakru, 기원전 112–94년)
- 마누 1세(Ma'nu I, 기원전 94년)
- 아브가르 1세 피카(Abgar I Piqa, 기원전 94–68년)
- 아브가르 2세 바르 아브가르 (기원전 68–52년)
- 마누 2세(Ma'nu II, 기원전 52–34년)
- 파코르(Paqor, 기원전 34–29년)
- 아브가르 3세 (Abgar III, 기원전 29–26년)
- 아브가르 4세 수마카(Abgar IV Sumaqa, 기원전 26–23년)
- 마누 3세 사퓰(Ma'nu III Saphul, 기원전 23–4년)
- 아브가르 5세 우카마 바르 마누 (에데사의 아브가루스) (기원전 4년–서기 7년)
- 마누 4세 바르 마누(Ma'nu IV bar Ma'nu, 서기 7–13년)
- 아브가르 5세 우카마 바르 마누(Abgar V Ukkama bar Ma'nu, 서기 13–50년)
- 마누 5세 바르 아브가르(Ma'nu V bar Abgar, 서기 50–57년)
- 마누 6세 바르 아브가르(Ma'nu VI bar Abgar, 서기 57–71년)
- 아브가르 6세 바르 마누 (서기 71–91년)
- 사나트루크 (서기 91–109년)
- 아브가르 7세 바르 에자드 (서기 109–116년)
- 로마로 인한 공백 기간 (서기 116–118년)
- 얄루르(Yalur, 서기 118–122년, 파르타마스파테스와 공동 통치)
- 파르타마스파테스 (서기 118–123년)
- 마누 7세 바르 에자드 (서기 123–139년)
- 마누 8세 바르 마누(Ma'nu VIII bar Ma'nu, 서기 139–163년)
- 와일 바르 사흐루(Wa'il bar Sahru, 서기 163–165년)
- 마누 8세 바르 마누(Ma'nu VIII bar Ma'nu, 서기 165–167년)
- 아브가르 8세 (서기 167–177년)
- 아브가르 9세 (대왕) (서기 177–212년)
- 아브가르 10세 세베루스 바르 마누(Severus bar Ma'nu, 서기 212–214년)
- 아브가르 (10레) 세베루스 바르 아브가르 (9세) 라보 (서기 214–216년)
- 마누 (9세) 바르 아브가르 (10세) 세베루스 (서기 216–242년)
- 아브가르 (11세) 페라트 바르 마누 (9세) (서기 242–244년)

## 같이 보기
- 에데사
- 아람인
- 아람어
- 시리아어
- 시리아 (지역)
- 동방 관구

## 참고 문헌
- Andrade, Nathanael J. (2013). 《Syrian Identity in the Greco-Roman World》. Cambridge: Cambridge University Press. ISBN 9781107244566.
- Drijvers, Hendrik J. W. (1980). 《Cults and Beliefs at Edessa》. Leiden: Brill. ISBN 9004060502.
- Drower, Margaret Stephana; Gray, Eric William; Sherwin-White, Susan Mary (2012). 〈Osroëne〉.   Hornblower, Simon; Spawforth, Antony; Eidinow, Esther. 《The Oxford Classical Dictionary》 4판. Oxford University Press.
- Griffith, Sidney H. (1986). 〈Ephraem, the Deacon of Edessa, and the Church of the Empire〉. 《Diakonia: Studies in Honor of Robert T. Meyer》. Washington: CUA Press. 25–52쪽. ISBN 9780813205960.
- Griffith, Sidney H. (2002). “Christianity in Edessa and the Syriac-Speaking World: Mani, Bar Daysan, and Ephraem, the Struggle for Allegiance on the Aramean Frontier”. 《Journal of the Canadian Society for Syriac Studies》 2: 5–20. 2019년 9월 10일에 원본 문서에서 보존된 문서. 2021년 7월 28일에 확인함.
- Harrak, Amir (1992). “The Ancient Name of Edessa” (PDF). 《Journal of Near Eastern Studies》 51 (3): 209–214. doi:10.1086/373553. S2CID 162190342. 2014년 8월 9일에 원본 문서 (PDF)에서 보존된 문서.
- Healey, John F. (2007). “The Edessan Milieu and the Birth of Syriac” (PDF). 《Hugoye: Journal of Syriac Studies》 10 (2): 115–127.
- Keser-Kayaalp, Elif; Drijvers, Hendrik J. W. (2018). 〈Edessa〉. 《The Oxford Dictionary of Late Antiquity》 1. Oxford: Oxford University Press. 516–518쪽. ISBN 9780192562463.
- Lieu, Samuel (1997). 〈EDESSA〉. 《Encyclopaedia Iranica, Vol. VIII, Fasc. 2》. 174–175쪽.
- Mango, Marlia M. (1991). 〈Osrhoene〉.   Kazhdan, Alexander. 《The Oxford Dictionary of Byzantium》. Oxford University Press.
- Millar, Fergus (1967). 《The Roman Empire and Its Neighbours》. New York: Delacorte Press. ISBN 9780440017691.
- Millar, Fergus (1987). “Empire, Community and Culture in the Roman Near East: Greeks, Syrians, Jews and Arabs”. 《Journal of Jewish Studies》 38 (2): 143–164. doi:10.18647/1337/JJS-1987.
- Millar, Fergus (1993). 《The Roman Near East, 31 BC - AD 337》. Cambridge: Harvard University Press. ISBN 9780674778863.
- Millar, Fergus (2004). 《Rome, the Greek World, and the East: Government, Society and Culture in the Roman Empire》 2. Chapel Hill: University of North Carolina Press. ISBN 9780807855201.
- Millar, Fergus (2006). 《A Greek Roman Empire: Power and Belief under Theodosius II (408–450)》. Berkeley: University of California Press. ISBN 9780520253919.
- Millar, Fergus (2006). 《Rome, the Greek World, and the East: The Greek World, the Jews, and the East》 3. Chapel Hill: University of North Carolina Press. ISBN 9780807876657.
- Millar, Fergus (2011). “Greek and Syriac in Edessa: From Ephrem to Rabbula (CE 363-435)”. 《Semitica et Classica》 4: 99–114. doi:10.1484/J.SEC.1.102508.
- Millar, Fergus (2012). “Greek and Syriac in Fifth-Century Edessa: The Case of Bishop Hibas”. 《Semitica et Classica》 5: 151–165. doi:10.1484/J.SEC.1.103053.
- Sartre, Maurice (2005). 〈The Arabs and the desert peoples〉.   Bowman, Alan K.; Garnsey, Peter; Cameron, Averil. 《The Cambridge Ancient History: Volume 12, The Crisis of Empire, AD 193-337》. Cambridge University Press. ISBN 978-0521301992.
- Segal, Judah (1982). 〈Abgar〉. 《Encyclopaedia Iranica, Vol. I, Fasc. 2》. 210–213쪽.